# Southern All Stars
Southern All Stars (japanisch サザンオールスターズ sazan ōru sutāzu) ist eine japanische Rockgruppe aus Yokohama, die bei der Agentur Amuse unter Vertrag steht. Die Band gilt als besonders, da sie seit über 30 Jahren auf der Bühne steht und trotzdem heute noch junge Leute begeistert. Das macht sie zu einem generationenübergreifenden Kulturgut in einem musikalisch sehr schnelllebigen Land wie Japan.

## Geschichte
Während Kuwata Keisuke an der Aoyama-Gakuin-Universität studierte, spielte er in einer Band namens Better Days. Dort traf er auch Hara Yuko und Sekiguchi Kazuyuki. Das markierte den Anfang der Southern All Stars.
Die Southern All Stars brachten am 25. Juni 1978 ihre Debütsingle, Katte ni Shindobaddo (勝手にシンドバッド) raus. Gute Texte und markante Melodien machten die Southern All Stars in ganz Japan berühmt und beliebt. Auf Grund ihres besonderen Stils, wurden sie von Kritikern zunächst als comic band verschrien. Diese negativen Kritiken verstummten jedoch mit der Zeit und spätestens seit ihrer dritten Single Itoshi no Erī (いとしのエリー), welche 1979 einen riesigen Erfolg feierte, wurden die Southern All Stars zu einer bis heute konstanten Größe in der sonst so schnelllebigen japanischen Musikwelt. Ihre 44. Single TSUNAMI wurde 3 Millionen Mal verkauft und gewann 2000 den 42nd Japan Record Grand Prize. 2003 feierte die Band ihr 25-jähriges Bestehen.
Oktober 2005 kam das letzte Studioalbum Killer Street heraus und stieg sofort auf Platz 1 der japanischen Charts ein.
Am 18. Mai 2008 gab Victor Entertainment bekannt, dass Southern All Stars 2009 eine Auszeit nehmen werden. Die Künstler selbst werden ihre individuellen Aktivitäten weiter verfolgen. Die Band wird jedoch zu einem noch nicht festen Zeitpunkt in der Zukunft wieder zusammenkommen.
Im Juli 2010 wurde bei Sänger Kuwata Keisuke Speiseröhrenkrebs diagnostiziert und alle Tourneen und Veröffentlichungen der Band, die bis zum Ende des Jahres geplant waren, wurden verschoben, bzw. komplett abgesagt. Der Krebs wurde operativ entfernt und Kuwata konnte am 31. Dezember 2010 beim 61. Kōhaku Uta Gassen als Solokünstler mit neuem Lied auftreten.

## Stil
Die Stücke der Gruppe decken ein großes Spektrum der Musik ab. Liebeslieder, Balladen, sozialkritische and humorvolle Lieder gehören zum Repertoire der Southern All Stars.

## Diskografie

### Studioalben
| Jahr | Titel | Höchstplatzierung, Gesamtwochen, AuszeichnungChartsChartplatzierungen (Jahr, Titel, Platzierungen, Wochen, Auszeichnungen, Anmerkungen) | Anmerkungen                                                       |
| Jahr | Titel | JP | Anmerkungen                                                       |
| ---- | --- | --- | ----------------------------------------------------------------- |
| 1978 | Atsui Munasawagi (熱い胸さわぎ) Hot Uneasiness                                                           | JP84 (1 Wo.)JP | Erstveröffentlichung: 25. August 1978 Verkäufe JP: + 101.000      |
| 1979 | 10 Numbers Carat (10ナンバーズ・からっと)                                                                | JP90 (1 Wo.)JP | Erstveröffentlichung: 5. April 1979 Verkäufe JP: + 677.000        |
| 1980 | Tiny Bubbles (タイニイ・バブルス)                                                                        | JP93 (1 Wo.)JP | Erstveröffentlichung: 21. März 1980 Verkäufe JP: + 398.000        |
| 1981 | Stereo Taiyō-zoku (ステレオ太陽族) Stereo Sunny Youth                                                    | JP94 (1 Wo.)JP | Erstveröffentlichung: 21. Juli 1981 Verkäufe JP: + 483.000        |
| 1982 | Nude Man                                                                                                 | JP89 (1 Wo.)JP | Erstveröffentlichung: 21. Juli 1982 Verkäufe JP: + 971.000        |
| 1983 | Kirei (綺麗) Beautiful                                                                                   | JP96 (1 Wo.)JP | Erstveröffentlichung: 5. Juli 1983 Verkäufe JP: + 637.000         |
| 1984 | Ninkimono de Ikō (人気者で行こう) Go the Way of Stars                                                    | JP91 (1 Wo.)JP | Erstveröffentlichung: 7. Juli 1984 Verkäufe JP: + 814.000         |
| 1985 | Kamakura                                                                                                 | JP69 (4 Wo.)JP | Erstveröffentlichung: 14. September 1985 Verkäufe JP: + 956.000   |
| 1990 | Southern All Stars                                                                                       | JP1 ×3Dreifachplatin · (16 Wo.)JP | Erstveröffentlichung: 13. Januar 1990 Verkäufe JP: + 1.193.000    |
| 1990 | Inamura Jane (稲村ジェーン)                                                                              | JP1 ×3Dreifachplatin · (26 Wo.)JP | Erstveröffentlichung: 1. September 1990 Verkäufe JP: + 1.337.000  |
| 1992 | Yo ni Manyō no Hana ga Sakunari (世に万葉の花が咲くなり) The Flower of Myriad Leaves Blooms in the World | JP119 ×2Doppeldiamant · (1 Wo.)JP | Erstveröffentlichung: 26. September 1992 Verkäufe JP: + 2.000.000 |
| 1996 | Young Love                                                                                               | JP1 ×2Doppeldiamant · (17 Wo.)JP | Erstveröffentlichung: 20. Juli 1996 Verkäufe JP: + 2.494.000      |
| 1998 | Sakura (さくら) Cherry Blossoms                                                                          | JP1 ×3Dreifachplatin · (26 Wo.)JP | Erstveröffentlichung: 28. Oktober 1998 Verkäufe JP: + 969.000     |
| 2005 | Killer Street (キラーストリート)                                                                         | JP1 Diamant · (48 Wo.)JP | Erstveröffentlichung: 12. November 2005 Verkäufe JP: + 1.129.000  |
| 2006 | Dirty Old Man (～さらば夏よ～)                                                                           | JP1 (49 Wo.)JP | Erstveröffentlichung: 9. August 2006                              |
| 2015 | Budō (葡萄) Grape                                                                                        | JP1 ×2Doppelplatin · (43 Wo.)JP | Erstveröffentlichung: 31. März 2015 Verkäufe JP: + 533.000        |
| 2018 | Umi no Oh Yeah!!                                                                                         | JP1 ×2Doppelplatin · (165 Wo.)JP | Erstveröffentlichung: 1. August 2018 Verkäufe JP: + 562.392       |
| 2025 | Thank You So Much                                                                                        | JP— GoldJP | Erstveröffentlichung: 19. März 2025 Verkäufe JP: + 100.000        |

grau schraffiert: keine Chartdaten aus diesem Jahr verfügbar

### Kompilationen
| Jahr | Titel | Höchstplatzierung, Gesamtwochen, AuszeichnungChartsChartplatzierungen (Jahr, Titel, Platzierungen, Wochen, Auszeichnungen, Anmerkungen) | Anmerkungen                             |
| Jahr | Titel | JP | Anmerkungen                             |
| ---- | --- | --- | --------------------------------------- |
| 1982 | Ballads ’77–’82 (バラッド ’77～’82)                                                                           | JP44 (46 Wo.)JP | Erstveröffentlichung: 5. Dezember 1982  |
| 1987 | Ballad 2 ’83–’86 (バラッド2 ’83～’86)                                                                         | JP55 (24 Wo.)JP | Erstveröffentlichung: 21. Juni 1987     |
| 1989 | Suika Southern All Stars 61 Songs (すいか Southern All Stars 61 Songs) Watermelon 61 Southern All Stars Songs | JP1 Gold · (13 Wo.)JP | Erstveröffentlichung: 1. Juli 1989      |
| 1993 | Enoshima ~Southern All Stars Golden Hits Medley (江ノ島) ～Southern All Stars Golden Hits Medley              | — | Erstveröffentlichung: 8. September 1993 |
| 1995 | Happy! | JP1 Platin · (2 Wo.)JP | Erstveröffentlichung: 24. Juni 1995     |
| 1998 | Umi no Yeah!! (海のYeah!!) Sea’s Yeah!!                                                                       | JP1 ×4Vierfachdiamant · (707 Wo.)JP | Erstveröffentlichung: 25. Juni 1998     |
| 2000 | Ballads 3 ~The Album of Love~ (バラッド3) ～The Album of Love～                                               | JP1 ×2Doppeldiamant · (260 Wo.)JP | Erstveröffentlichung: 22. November 2000 |

grau schraffiert: keine Chartdaten aus diesem Jahr verfügbar

### Singles
| Jahr | Titel Album | Höchstplatzierung, Gesamtwochen, AuszeichnungChartsChartplatzierungen (Jahr, Titel, Album, Platzierungen, Wochen, Auszeichnungen, Anmerkungen) | Anmerkungen                                                                                       |
| Jahr | Titel Album | JP | Anmerkungen                                                                                       |
| ---- | --- | --- | ------------------------------------------------------------------------------------------------- |
| 1978 | Katte ni Sinbad (勝手にシンドバッド) Willfully, Sinbad –                                                                                      | JP3 Gold (Streaming) · (35 Wo.)JP | Erstveröffentlichung: 25. Juni 1978 Verkäufe JP: + 515.462                                        |
| 1978 | Kibun Shidai de Semenaide (気分しだいで責めないで) Don’t Pet Me So Freely –                                                                   | JP10 (22 Wo.)JP | Erstveröffentlichung: 25. November 1978 Verkäufe JP: + 278.327                                    |
| 1979 | Itoshi no Ellie (いとしのエリー) Ellie My Love –                                                                                              | JP2 Gold (Streaming) · (40 Wo.)JP | Erstveröffentlichung: 25. März 1979 Verkäufe JP: + 727.797                                        |
| 1979 | Omoisugoshi mo Koi no Uchi (思い過ごしも恋のうち) Imagining Things is Also Love –                                                             | JP7 (21 Wo.)JP | Erstveröffentlichung: 25. Juli 1979 Verkäufe JP: + 227.669                                        |
| 1979 | Shī-chō Kotoba ni Goyōjin (C調言葉に御用心) Beware of Breezy Words –                                                                          | JP2 (23 Wo.)JP | Erstveröffentlichung: 25. Oktober 1979 Verkäufe JP: + 377.212                                     |
| 1980 | Namida no Avenue (涙のアベニュー) Avenue of Tears –                                                                                           | JP16 (13 Wo.)JP | Erstveröffentlichung: 21. Februar 1980 Verkäufe JP: + 100.705                                     |
| 1980 | Koi Suru Monthly Day (恋するマンスリー・デイ) Loving Monthly Day –                                                                            | JP23 (13 Wo.)JP | Erstveröffentlichung: 21. März 1980 Verkäufe JP: + 69.337                                         |
| 1980 | Inase na Locomotion (いなせなロコモーション) Chic Locomotion –                                                                                | JP16 (17 Wo.)JP | Erstveröffentlichung: 21. Mai 1980 Verkäufe JP: + 112.504                                         |
| 1980 | Jazz Man (ジャズマン) – | JP32 (12 Wo.)JP | Erstveröffentlichung: 21. Juni 1980 Verkäufe JP: + 52.208                                         |
| 1980 | Wasureji no Laid Back (わすれじのレイド・バック) Laid Back That You Can’t Forget –                                                            | JP28 (13 Wo.)JP | Erstveröffentlichung: 21. Juli 1980 Verkäufe JP: + 49.147                                         |
| 1980 | Sha La La / Gomenne, Charlie (シャ・ラ・ラ ／ ごめんねチャーリー) Sha La La / Sorry, Charlie –                                                | JP29 (15 Wo.)JP | Erstveröffentlichung: 21. November 1980 Verkäufe JP: + 79.337                                     |
| 1981 | Big Star Blues: Big Star no Higeki (ビッグスターの悲劇) Big Star Blues: Tragedy of a Big Star –                                               | JP49 (15 Wo.)JP | Erstveröffentlichung: 21. Juni 1981 Verkäufe JP: + 46.362                                         |
| 1981 | Shiori no Theme (栞のテーマ) Theme of Shiori –                                                                                                | JP35 (17 Wo.)JP | Erstveröffentlichung: 21. September 1981 Verkäufe JP: + 54.615                                    |
| 1982 | Chako no Kaigan Monogatari (チャコの海岸物語) Chako’s Coastal Story –                                                                         | JP2 (40 Wo.)JP | Erstveröffentlichung: 21. Januar 1982 Verkäufe JP: + 584.473                                      |
| 1982 | Nijiiro the Night Club (匂艶 The Night Club) The Rainbow-colored Night Club –                                                                 | JP8 (25 Wo.)JP | Erstveröffentlichung: 21. Mai 1982 Verkäufe JP: + 297.140                                         |
| 1982 | Ya Ya: Ano Toki wo Wasurenai (Ya Ya: あの時代を忘れない。) Ya Ya: Never Forget Those Days –                                                   | JP10 Gold (Digital) · (31 Wo.)JP | Erstveröffentlichung: 5. Oktober 1982 Verkäufe JP: + 339.798                                      |
| 1983 | Body Special II (ボディ・スペシャル II) – | JP10 (34 Wo.)JP | Erstveröffentlichung: 5. März 1983 Verkäufe JP: + 324.902                                         |
| 1983 | Emanon – | JP24 (15 Wo.)JP | Erstveröffentlichung: 5. Juli 1983 Verkäufe JP: + 74.305                                          |
| 1983 | Tokyo Shuffle (東京シャッフル) – | JP23 (25 Wo.)JP | Erstveröffentlichung: 5. November 1983 Verkäufe JP: + 123.422                                     |
| 1984 | Miss Brand-New Day (ミス・ブランニュー・デイ) –                                                                                               | JP6 Gold (Digital) + Gold (Streaming) · (28 Wo.)JP                                                                                             | Erstveröffentlichung: 25. Juni 1984 Verkäufe JP: + 302.452                                        |
| 1984 | Tarako – | JP11 (21 Wo.)JP | Erstveröffentlichung: 21. Oktober 1984 Verkäufe JP: + 125.146                                     |
| 1985 | Bye Bye My Love (U Are The One) – | JP4 (25 Wo.)JP | Erstveröffentlichung: 25. Mai 1985 Verkäufe JP: + 385.847                                         |
| 1985 | Melody (メロディ) – | JP2 (25 Wo.)JP | Erstveröffentlichung: 21. August 1985 Verkäufe JP: + 266.408                                      |
| 1988 | Minna no Uta (みんなのうた) Everyone’s Song –                                                                                                 | JP2 (20 Wo.)JP | Erstveröffentlichung: 25. Juni 1988 Verkäufe JP: + 317.645                                        |
| 1989 | Megami-tachi e no Jōka (女神達への情歌) Love Song for Goddesses –                                                                             | JP4 (16 Wo.)JP | Erstveröffentlichung: 12. April 1989 Verkäufe JP: + 113.040                                       |
| 1989 | Sayonara Baby (さよならベイビー) Goodbye, Baby –                                                                                              | JP1 Gold · (21 Wo.)JP | Erstveröffentlichung: 7. Juni 1989 Verkäufe JP: + 257.758                                         |
| 1989 | Furi Furi ’65 (フリフリ’65) Swingin’ ’65 – | JP— GoldJP | Erstveröffentlichung: 21. November 1989 Verkäufe JP: + 181.524                                    |
| 1990 | Manatsu no Kajitsu (真夏の果実) Midsummer Fruit –                                                                                             | JP4 Platin + Gold (Mobile Downloads) · (36 Wo.)JP                                                                                              | Erstveröffentlichung: 25. Juli 1990 · Verkäufe JP: + 548.924 · + JP: Gold (Streaming)             |
| 1991 | Neo Bravo!! (ネオ・ブラボー!!) – | JP— PlatinJP | Erstveröffentlichung: 10. Juli 1991 Verkäufe JP: + 431.163                                        |
| 1992 | Shuraba-La-Bamba / Kimi Daki ni Yume o Mō Ichido (シュラバ★ラ★バンバ ／ 君だけに夢をもう一度) Shambles La Bamba / Dream Just for Your Again – | JP2 Platin · (22 Wo.)JP | Erstveröffentlichung: 18. Juli 1992 Verkäufe JP: + 431.163                                        |
| 1992 | Namida no Kiss (涙のキッス) Kiss of Tears –                                                                                                   | JP1 ×3Dreifachplatin + Gold (Streaming) · (27 Wo.)JP                                                                                           | Erstveröffentlichung: 18. Juli 1992 Verkäufe JP: + 1.549.142                                      |
| 1993 | Erotica Seven (エロティカ・セブン) – | JP1 ×4Vierfachplatin + Gold (Digital) · (26 Wo.)JP                                                                                             | Erstveröffentlichung: 21. Juli 1993 Verkäufe JP: + 1.742.739                                      |
| 1993 | Suteki na Birdie (素敵なバーディー) Wonderful Birdie –                                                                                        | JP3 Platin · (18 Wo.)JP | Erstveröffentlichung: 21. Juli 1993 Verkäufe JP: + 512.747                                        |
| 1993 | Christmas Love (クリスマス・ラブ) – | JP3 Platin · (17 Wo.)JP | Erstveröffentlichung: 20. November 1993 Verkäufe JP: + 666.755                                    |
| 1995 | Manpii no G-Spot (マンピーのG★Spot) Puss-P’s G-Spot –                                                                                         | JP4 Platin · (18 Wo.)JP | Erstveröffentlichung: 22. Mai 1995 Verkäufe JP: + 514.339                                         |
| 1995 | Anata Dake o: Summer Heartbreak (あなただけを ～Summer Heartbreak～) Only You: Summer Heartbreak –                                            | JP1 Diamant · (19 Wo.)JP | Erstveröffentlichung: 17. Juli 1995 Verkäufe JP: + 1.132.378                                      |
| 1996 | Ai no Kotodama: Spiritual Message (愛の言霊 ～Spiritual Message～) Spirit of the Word Called Love: Spiritual Message –                        | JP1 ×3Dreifachplatin + Gold (Digital) · (25 Wo.)JP                                                                                             | Erstveröffentlichung: 20. Mai 1996 Verkäufe JP: + 1.395.469                                       |
| 1996 | Taiyō wa Tsumi na Yatsu (太陽は罪な奴) The Sun is a Bad Guy –                                                                                 | JP5 Platin · (18 Wo.)JP | Erstveröffentlichung: 25. Juni 1996 Verkäufe JP: + 385.842                                        |
| 1997 | 01 Messenger: Denshi Kyō no Uta (01 Messenger ～電子狂の詩～) 01 Messenger: Electronic Maniac’s Song –                                        | JP5 Platin · (14 Wo.)JP | Erstveröffentlichung: 21. August 1997 Verkäufe JP: + 238.716                                      |
| 1997 | Blue Heaven – | JP5 Gold · (15 Wo.)JP | Erstveröffentlichung: 6. November 1997 Verkäufe JP: + 214.532                                     |
| 1998 | Love Affair: Himitsu no Deeto (Love Affair ～秘密のデート～) Love Affair: Secret Date –                                                       | JP4 Platin + Gold (Mobile Downloads) · (25 Wo.)JP                                                                                              | Erstveröffentlichung: 11. Februar 1998 · Verkäufe JP: + 588.066 · + JP: Gold (Streaming)          |
| 1998 | Paradise – | JP4 Platin · (14 Wo.)JP | Erstveröffentlichung: 29. Juli 1998 Verkäufe JP: + 195.038                                        |
| 1999 | Yellow Man: Hoshi no Ōji-sama (イエローマン ～星の王子様～) Yellow Man: The Little Prince –                                                   | JP10 Gold · (12 Wo.)JP | Erstveröffentlichung: 25. März 1999 Verkäufe JP: + 105.617                                        |
| 2000 | Tsunami – | JP1 ×2Doppeldiamant + Platin (Mobile Downloads) · (57 Wo.)JP                                                                                   | Erstveröffentlichung: 26. Januar 2000 · Verkäufe JP: + 2.936.439 · + JP: Platin (Streaming)       |
| 2000 | Hotel Pacific – | JP2 ×2Doppelplatin · (22 Wo.)JP | Erstveröffentlichung: 19. Juli 2000 Verkäufe JP: + 825.406                                        |
| 2000 | Kono Aoi Sora, Midori: Blue in Green (この青い空、みどり ～Blue in Green～) This Blue Sky is Green: Blue in Green –                           | JP3 Platin · (12 Wo.)JP | Erstveröffentlichung: 1. November 2000 Verkäufe JP: + 353.940                                     |
| 2003 | Katte ni Sinbad: Munasawagi no Special Box (勝手にシンドバッド 胸さわぎのスペシャルボックス) –                                                | JP1 Platin + Gold (Digital) · (10 Wo.)JP | Erstveröffentlichung: 25. Juni 2003 Verkäufe JP: + 290.595                                        |
| 2003 | Namida no Umi de Dakaretai: Sea of Love (涙の海で抱かれたい ～Sea of Love～) I Want to be Held in the Sea of Tears: Sea of Love –             | JP1 ×3Dreifachplatin · (24 Wo.)JP | Erstveröffentlichung: 23. Juli 2003 Verkäufe JP: + 743.326                                        |
| 2004 | Aya: Aja (彩 ～Aja～) – | JP1 Platin · (20 Wo.)JP | Erstveröffentlichung: 14. April 2004 Verkäufe JP: + 279.483                                       |
| 2004 | Kimi Koso Sutaa da / Yume ni Kieta Julia (君こそスターだ／夢に消えたジュリア) You are the Star / Julia Disappeared in a Dream –               | JP1 Platin · (24 Wo.)JP | Erstveröffentlichung: 21. Juli 2004 Verkäufe JP: + 457.596                                        |
| 2004 | Ai to Yokubō no Hibi / Lonely Woman (愛と欲望の日々／Lonely Woman) Days of Love and Desire –                                                  | JP1 Platin · (22 Wo.)JP | Erstveröffentlichung: 24. November 2004 Verkäufe JP: + 371.706                                    |
| 2005 | Bohbo No.5 / Kami no Shima Haruka Kuni (Bohbo No.5／神の島遥か国) Bohbo No.5 / God’s Island, the Country So Far –                             | JP3 Platin · (15 Wo.)JP | Erstveröffentlichung: 20. Juli 2005 Verkäufe JP: + 259.109                                        |
| 2006 | Dirty Old Man: Saraba Natsu yo (Dirty Old Man ～さらば夏よ～) Dirty Old Man: Goodbye Summer –                                                 | JP1 Platin · (12 Wo.)JP | Erstveröffentlichung: 9. August 2006 Verkäufe JP: + 250.000                                       |
| 2008 | I Am Your Singer – | JP1 ×2Doppelplatin + Doppelplatin (Klingelton) · (22 Wo.)JP                                                                                    | Erstveröffentlichung: 6. August 2008 · Verkäufe JP: + 1.250.000 · + JP: Platin (Mobile Downloads) |
| 2013 | Peace to Hi-lite (ピースとハイライト) Peace & Hi-lite –                                                                                       | JP1 Platin + Gold (Digital) · (57 Wo.)JP | Erstveröffentlichung: 7. August 2013 Verkäufe JP: + 373.568                                       |
| 2014 | Tokyo Victory (東京 Victory) – | JP1 Gold + Gold (Digital) · (20 Wo.)JP | Erstveröffentlichung: 10. September 2014 · Verkäufe JP: + 200.000 · + JP: Gold (Streaming)        |

### Videoalben
| Jahr | Titel | Höchstplatzierung, Gesamtwochen, AuszeichnungChartsChartplatzierungen (Jahr, Titel, Platzierungen, Wochen, Auszeichnungen, Anmerkungen) | Anmerkungen                             |
| Jahr | Titel | JP | Anmerkungen                             |
| ---- | --- | --- | --------------------------------------- |
| 1982 | Budōkan Konsāto (武道館コンサート) Live at Budokan | — | Erstveröffentlichung: 8. September 1982 |
| 1983 | Sazan Ōru Sutāzu Za Besuto (Southern All Stars The Best) | — | Erstveröffentlichung: 26. Januar 1983   |
| 1983 | Nijiiro Za Naito Kurabu (匂艶 The Night Club) The Rainbow Color Night Club | — | Erstveröffentlichung: 26. Januar 1983   |
| 1984 | Sakichi no Miyage-Banashi (サ吉のみやげ話) Sakichi’s Travel Story | — | Erstveröffentlichung: 21. Dezember 1984 |
| 1993 | Utau Nippon Shirīzu Naintīn Naintī-Tsū Naintīn Naintī-Surī Raibu atto Yokohama Arīna Tuwentī-Nainsu Dissenbā Naintīn Naintī-Tsū (歌う日本シリーズ1992～1993 Live at Yokohama Arena 29th Dec. 1992) Singing Japan Series 1992–1993 Live at Yokohama Arena 29th Dec. 1992 | — | Erstveröffentlichung: 27. März 1993     |
| 1995 | Hotaru Kariforunia (ホタル・カリフォルニア) Hotaru (firefly) California | — | Erstveröffentlichung: 2. Dezember 1995  |
| 1997 | Heiwa no Ryūka ~Sutajiamu Tsuā Naintīn Naintī-Shikkusu "Za Gāruzu Manza Bīchi" in Okinawa~ (平和の琉歌 ～Stadium Tour 1996 "ザ・ガールズ万座ビーチ" in 沖縄～) The Ryukyuan Song for the Peace ~Stadium Tour 1996 "The Girls Only Manza Beach" in Okinawa~ | — | Erstveröffentlichung: 21. April 1997    |
| 1998 | Naintīn Naintī-Eito Sūpā Raibu in Nagisaen (1998 スーパーライブ in 渚園) 1998 Super Live in Nagisaen | — | Erstveröffentlichung: 12. Dezember 1998 |
| 1999 | Supēsu Mosa (Space Mosa) | JP1 (5 Wo.)JP | Erstveröffentlichung: 10. Dezember 1999 |
| 2000 | Shīkuretto Raibu Naintī-Nain Sasu Jikenbo in Kabukichō (シークレットライブ’99 SAS 事件簿 in 歌舞伎町) Secret Live ’99 SAS Case File in Kabukicho | — | Erstveröffentlichung: 26. Februar 2000  |
| 2003 | Insaido Autosaido Yū-Emu-Ai (シークレットライブ’99 SAS 事件簿 in 歌舞伎町) Inside Outside UMI | JP7 (11 Wo.)JP | Erstveröffentlichung: 30. August 2003   |
| 2003 | Samā Raibu Tsū Sauzando Surī “Sasuga da Supesharu Bokkusu” Mune ippai no “Raibu in Okinawa” ando Ai to Jōnetsu no “Manatsu Tsuā Kanzen-Ban” (Summer Live 2002「流石だスペシャルボックス」胸いっぱいの "LIVE in 沖縄" ＆ 愛と情熱の "真夏ツアー完全版") Summer Live 2002 “So Great Special Box” The Stirring “Live in Okinawa” & “Midsummer Tour Complete Version” for Love and Passion | JP4 (22 Wo.)JP | Erstveröffentlichung: 17. Dezember 2003 |
| 2004 | Besuto Hitto Yū-Esu-Ei-Esu (Urutora Sazan Ōru Sutāzu) (ベストヒットUSAS (Ultra Southern All Stars)) Best Hit USAS (Ultra Southern All Stars) | JP2 Gold · (16 Wo.)JP | Erstveröffentlichung: 15. Dezember 2004 |
| 2006 | Firumu Kirā Sutorīto (Direkutāzu Katto) ando Raibu atto Tōkyō Dōmu (Film Killer Street (Director’s Cut) & Live at Tokyo Dome) | JP1 Gold · (10 Wo.)JP | Erstveröffentlichung: 15. März 2006     |
| 2008 | (真夏の大感謝祭 Live) Midsummer Thanksgiving Day Live | JP1 Gold · (60 Wo.)JP | Erstveröffentlichung: 3. Dezember 2008  |
| 2013 | (“灼熱のマンピー!! G★スポット解禁!!” 胸熱完全版) Super Summer Live 2013 | JP1 Gold · (39 Wo.)JP | Erstveröffentlichung: 31. Dezember 2013 |
| 2019 | (21世紀の音楽異端児 (21st Century Southern All Stars Music Videos)) 21st Century Southern All Stars Music Videos | JP1 (9 Wo.)JP | Erstveröffentlichung: 31. Dezember 2019 |
| 2021 | (稲村ジェーン) Jane Inamura | JP3 (13 Wo.)JP | Erstveröffentlichung: 25. Juni 2021     |

grau schraffiert: keine Chartdaten aus diesem Jahr verfügbar

## Auszeichnungen für Musikverkäufe
| Goldene Schallplatte - Japan - 2024: für das Streaming 希望の轍 |

Anmerkung: Auszeichnungen in Ländern aus den Charttabellen bzw. Chartboxen sind in ebendiesen zu finden.
| Land/RegionAuszeichnungen für Musikverkäufe (Land/Region, Auszeichnungen, Verkäufe, Quellen) | Gold       | Platin       | Diamant       | Verkäufe   | Quellen            |
| -------------------------------------------------------------------------------------------- | ---------- | ------------ | ------------- | ---------- | ------------------ |
| Japan (RIAJ)                                                                                 | 28× Gold28 | 54× Platin54 | 14× Diamant14 | 34.850.000 | riaj.or.jp JP2 JP3 |
| Insgesamt                                                                                    | 28× Gold28 | 54× Platin54 | 14× Diamant14 |            |                    |